# Marta Kempf
Marta Katarzyna Kempf – polska leśnik, doktor habilitowany nauk rolniczych, adiunkt na Uniwersytecie Rolniczym im. Hugona Kołłątaja w Krakowie, specjalistka od genetyki i selekcji drzew leśnych.

## Kariera naukowa
W 2002 roku na Uniwersytecie Rolniczym im. Hugona Kołłątaja w Krakowie uzyskała tytuł magistra inżyniera  w zakresie leśnictwa. W 2007 roku na Wydziale Leśnym tej samej uczelni uzyskała stopień doktora nauk rolniczych w zakresie leśnictwa na podstawie rozprawy pt. Ocena wybranych cech adaptacyjnych i morfologicznych oraz analiza polimorfizmu izoenzymowego populacji cząstkowych jodły, świerka i buka objętych ochroną w Karpackim Banku Genów, której promotorem był Janusz Sabor. W tym samym roku została zatrudniona na tejże uczelni, a w 2024 roku uzyskała na niej stopień doktora habilitowanego nauk rolniczych w dyscyplinie nauk leśnych na podstawie pracy pt. Zmienność genetyczna wybranych gatunków drzew leśnych w aspekcie ochrony i zarządzania zasobami genowymi.